# Дехейвер, Харри
Харри Дехейвер (нидерл. Harry Decheiver; 8 марта 1970, Девентер) — нидерландский футболист, нападающий.

## Карьера
Харри Дехейвер начал свою профессиональную карьеру в родном городе в клубе «Гоу Эхед Иглз» в 1986 году. Он играл в этой команде с 1986 по 1990 годы. После этого он играет один сезон в «Херенвене» и ещё несколько сезонов в «Валвейке». По окончании сезона 1994/95 он возвращается на один сезон в «Гоу Эхед Иглс».
В 1996 году Дехейверу удается присоединиться к немецкому Фрайбургу, однако уже на следующий сезон он становится игроком другого нидерландского клуба «Утрехт».
Проведя в этом клубе половину сезона, Харри Дехейвер переходит в немецкую Боруссию. С этой командой он добивается самого высокого трофея в своей карьере — победы в Межконтинентальном кубке.

## Достижения
«Боруссия Дортмунд»
- Обладатель Межконтинентального кубка: 1997